# Eberhard Zahn
Eberhard Detloff Zahn (* 2. Januar 1910 in Barmen; † 7. Februar 2010 in St. Wolfgang im Salzkammergut in Österreich) war ein deutscher Offizier der Wehrmacht, zuletzt Oberstleutnant der Reserve des Heeres und Ritterkreuzträger, und Manager.

## Leben
Eberhard Zahn wurde am 2. Januar 1910 in Barmen als Sohn von Käthe Zahn, geborene von Cossel, und ihrem Ehemann, dem Rechtsanwalt Hans Zahn, geboren. Seine Brüder waren Joachim Zahn, Johannes Zahn und Michael Zahn. Von 1920 an besuchte er das Barmer Gymnasium, wo er 1929 das Abitur ablegte. Im selben Jahr begann er eine Betriebswirtschaftslehre bei der I.G. Farben AG in Frankfurt am Main, studierte anschließend als Korporierter im Corps Austria Frankfurt am Main in Frankfurt am Main und wurde 1931 Diplom-Kaufmann und -Steuersachverständiger. In Frankfurt wurde er 1933 zum Dr. rer. pol. promoviert. Weitere Studienorte waren Köln, Berlin und Leipzig gewesen. Danach kehrte er zur I.G. Farben nach Frankfurt zurück und wechselte 1936 zur Thüringischen Gasgesellschaft in Leipzig, wo er bis 1938 tätig war. In diesem Jahr ging er wieder nach Mannheim als Vorstandsmitglied und Direktor der Fendel Schiffahrts AG, einer Binnenschiffahrtsgruppe, wo er bis 1945 arbeitete.

### Zweiter Weltkrieg
Bei der Mobilmachung meldete er sich als Freiwilliger zur Panzerabwehr-Abteilung 33, wo er den Frankreichfeldzug miterlebte. Am 1. Juni 1940 wurde er für Tapferkeit vor dem Feind zum Leutnant der Reserve befördert. Ende April wurde er mit seiner Abteilung nach Afrika unter dem Oberbefehl Erwin Rommels verlegt. Am 15. Juni 1941 konnte er mit seiner Pak einen Panzervorstoß auf Bardia abweisen und sechs Panzer vernichten. Bei diesen Kämpfen wurde er von den Briten gefangen genommen. Jedoch gelang ihm daraufhin die Flucht, sodass ihm am 30. Juni 1941 das Ritterkreuz des Eisernen Kreuzes verliehen wurde. Am 1. September 1941 wurde er zum Oberleutnant der Reserve befördert und am 17. August 1942 mit der italienischen Tapferkeitsmedaille in Silber ausgezeichnet.
Am 1. Oktober 1942 zum Hauptmann der Reserve befördert, zeichnete er sich im Herbst 1942 bei den Kämpfen um El-Alamein erneut aus. Am 6. März 1943 wurde ihm dann das Eichenlaub zum Ritterkreuz des Eisernen Kreuzes (204. Verleihung) verliehen. Am 1. April 1943 wurde er zum Major befördert. Nach dem Ende der Kämpfe in Afrika wurde Zahn in den Stab des Kommandeurs Sizilien versetzt und am 28. Januar 1943 Kommandeur der schweren Panzerjäger-Abteilung 88, mit der er an der Ostfront kämpfte. Am 23. September 1944 wurde er zum Kommandeur der Panzer-Brigade 101 ernannt. Am 1. November 1944 wurde er dann für zwei Wochen zum Kommandeur des Panzer-Regiments 21 ernannt. Danach übernahm er am 15. November 1944 als Kommandeur das Panzer-Regiment 9. Bis zum Kriegsende blieb er in dieser Funktion.

### Nachkriegszeit
Bei Kriegsende geriet er während der Prager Operation in der Tschechoslowakei in sowjetische Kriegsgefangenschaft, aus der ihm nach einigen Wochen die Flucht gelang. Er schlug sich Richtung Westen durch und ergab sich den US-Amerikanern, wo er erneut in Kriegsgefangenschaft kam.
Nach erster Tätigkeit in der Industrie wurde Zahn Vorstandsmitglied der Zellstofffabrik Waldhof in Wiesbaden, wo er von 1946 bis 1956 tätig war. Danach war er von 1957 bis zum Eintritt in den Ruhestand 1973 Vorstandsvorsitzender der Ruhr-Stickstoff Aktiengesellschaft in Bochum.
Eberhard D. Zahn war evangelisch und ab 1943 mit Ruth Zahn, geborene Poensgen, verheiratet. Aus der Ehe gingen sechs Kinder hervor. Er war Rotarier, wohnte in St. Wolfgang-Ried und starb am 7. Februar 2010 in St. Wolfgang im Salzkammergut, Österreich.